# Hugh N. Kennedy
Hugh N. Kennedy (* 22. Oktober 1947) ist Professor für Arabistik an der Faculty of Languages and Cultures an der School of Oriental and African Studies in London.
Im Jahr 1972 wurde Hugh Kennedy an die University of St Andrews berufen, wo er Geschichte lehrte. Sein Hauptgebiet wurde die Geschichte des islamischen Nahen Ostens und der iberischen Halbinsel sowie die islamische Archäologie. Dabei lag sein Schwerpunkt auf dem Frühmittelalter.
1981 befasste er sich mit den frühen Abbasiden und lieferte 1986 ein Überblickswerk über die Zeit zwischen Mohammed und 1050, das 2004 in überarbeiteter Form erschien. 1990 lieferte er einen Beitrag im Rahmen eines großangelegten englischen Projekts zur Übersetzung der Annalen des al-Tabari. 1994 publizierte er zu den Burgen der Kreuzfahrer, ab 1996 zum muslimischen Iberien. 2007 erschien ein Überblickswerk von ihm zur frühen Islamischen Expansion. Daneben befasste er sich immer wieder mit anderen nomadischen Eroberern, wie den Mongolen oder den Hunnen.
2012 wurde er zum Mitglied der British Academy gewählt.

## Schriften (Auswahl)
- The Early Abbasid Caliphate. A Political History. Croom Helm u. a., London u. a. 1981, ISBN 0-389-20018-2.
- The Prophet and the Age of the Caliphates. The Islamic Near East from the sixth to the eleventh century. Longman, London u. a. 1986, ISBN 0-582-49312-9.
- Crusader Castles. Cambridge University Press, Cambridge u. a. 1994, ISBN 0-521-42068-7.
- Muslim Spain and Portugal. A Political History of al–Andalus. Longman, London u. a. 1996, ISBN 0-582-49515-6 (spanisch: Os muçulmanos na Península Ibérica. História política do al-Andalus (= Forum da história. 32). Publicações Europa América, Mem Martins 1999, ISBN 972-1-04620-5).
- Beiträger in: Georgina Herrman: Monuments of Merv. Traditional Buildings of the Karakum (= Reports of the Research Committee of the Society of Antiquaries of London. 62). Society of Antiquaries of London, London 1999, ISBN 0-85431-275-7.
- The Armies of the Caliphs. Military and Society in the Early Islamic State. Routledge u. a., London u. a. 2001, ISBN 0-415-25093-5 (italienisch: Gli eserciti dei califfi. Militari e società nello stato islamico delle origini (= Le guerre. 62). LEG, Gorizia 2010, ISBN 978-88-6102-098-6).
- Mongols, Huns and Vikings. Nomads at War. Cassell, London 2002, ISBN 0-304-35292-6.
- The Court of the Caliphs, London 2004 (Auch als: When Baghdad Ruled the Muslim World. The Rise and Fall of Islam’s Greatest Dynasty. Da Capo Press, Cambridge MA 2005, ISBN 0-306-81435-8; spanisch: La corte de los califas. Crítica, Barcelona 2008, ISBN 978-84-8432-974-9).
- The Byzantine and Early Islamic Near East (= Variorum Collected Studies Series. 860). Ashgate, Aldershot u. a. 2006, ISBN 0-7546-5909-7.
- The Great Arab Conquests. How the Spread of Islam Changed the World We Live in. Weidenfeld & Nicholson, London 2007, ISBN 978-0-297-84657-4.
- Justinianic Plague in Syria and the Archaeological Evidence. In: Lester K. Little (Hrsg.): Plague and the End of Antiquity. The Pandemic of 541–750. Cambridge University Press, Cambridge u. a. 2007, ISBN 978-0-521-84639-4, S. 87–95.
- The Mediterranean Frontier: Christianity face to face with Islam, 600–1050. In: Thomas F. X. Noble, Julia M. H. Smith, Roberta A. Baranowski (Hrsg.): Early Medieval Christianities. c. 600–c. 1100 (= The Cambridge History of Christianity. 3). Cambridge University Press, Cambridge u. a. 2008, ISBN 978-0-521-81775-2, S. 178–196.
- The City and the Nomad. In: Robert Irwin (Hrsg.): Islamic Cultures and Societies to the End of the Eighteenth Century (= The New Cambridge History of Islam. 4). Cambridge University Press, Cambridge u. a. 2010, ISBN 978-0-521-83824-5, S. 290–305.
- Syrian Elites from Byzantium to Islam: Survival or Extinction? In: John Haldon (Hrsg.): Money, Power and Politics in early Islamic Syria. A Review of Current Debates. Ashgate, Farnham u. a. 2010, ISBN 978-0-7546-6849-7, S. 181–198.